# يوسف بن رافع بن شداد
يوسف بن رافع بن شداد (و. 1145 - ت. 1235) هو بهاء الدين أبو المحاسن يوسف بن رافع بن تميم الأسدي، الشهير بابن شدّاد، لأنه تربّى عند أخواله من بني شداد بعد وفاة أبيه وهو صغير السن. قاضٍ، عالم، فقيه، شافعي، محدّث، مجتهد، ومؤرّخ من الطراز الأول.

## السيرة الذاتية
ولد ابن شدّاد ونشأ ودرس وتلقى علومه الأولى في الموصل، حيث حفظ القرآن الكريم، وقرأ على شيوخها كتباً في علوم الحديث والتفسير والفقه والقراءات والأدب. وقتذاك كانت المدرسة النظامية في بغداد تجتذب إليها طلاب العلم من مختلف أنحاء العالم الإسلامي، فارتحل إليها ابن شدّاد، وعيّن فيها معيداً بعد وصوله إليها بقليل، وظلّ يشغل هذا المنصب نحو أربع سنوات (566ـ570هـ). بعد ذلك عاد إلى الموصل، وعيّن هناك مدرساً بالمدرسة التي أنشأها القاضي كمال الدين أبو الفضل محمد بن الشهرزوري. وعلت مكانته وارتفع ذكره لما اشتهر به من الحكمة ورجاحة العقل والاتّزان في التفكير. لهذا عهد إليه أتابك الموصل بالسفارة إلى الخليفة العباسي في بغداد، وإلى صلاح الدين وكثير من الحكام المجاورين في أمور خطيرة من أمور الدولة.
في سنة 583هـ سافر ابن شدّاد إلى مكة وأدى فريضة الحج وزار قبر الرسول. وكان يزمع في عودته أن يزور بيت المقدس، ولكنه نزل أوّلاً بمدينة دمشق، وكان صلاح الدين يحاصر قلعة كوكب (قلعة تطل على الجبل المطل على مدينة طبرية). وعلم صلاح الدين بوصوله دمشق، فاستدعاه إليه وطلب منه أن ينضم لخدمته بعد عودته من القدس. لكنّه بعد أن أتمّ زيارته للقدس وجاء إلى دمشق، كان في عزمه أن يستأذن من صلاح الدين في العودة إلى بلده (الموصل)، إذ نوى أن يترك دنيا الوظائف، ويعتكف للدراسة والتدريس والعبادة. وفي أثناء إقامته في دمشق ألّف كتاباً في الجهاد وأحكامه وآدابه، وقدّمه لصلاح الدين فأعجبه كثيراً. على أثرها عيّنه صلاح الدين قاضياً لعسكره وللقدس الشريف. فقبل ابن شدّاد الوظيفة وظلّ في خدمته وملازماً له لا يفارقه إلى أن أدركت الوفاة صلاح الدين 589هـ.
بعد ذلك اتّجه ابن شدّاد إلى حلب لجمع كلمة أولاد صلاح الدين والتقريب بينهم، لأنهم جميعاً كانوا يرجعون إلى رأيه ويستمعون إلى نصحه. بعد ذلك دخل في خدمة الظاهر غياث الدين بن صلاح الدين صاحب حلب الذي كان صغير السن، فحكم وصيّه شهاب الدين ولكن بإرشاد ابن شدّاد، الذي تولّى قضاء حلب وأوقافها في سنة 591هـ.
اعترف الظاهر غياث الدين بالجميل لابن شدّاد، فمنحه إقطاعاً جيّداً، درّ عليه مبلغاً كبيراً من المال، وخاصةً أن ابن شدّاد لم يكن لديه أسرة ولا ولد. فتوافّرت له ثروة كبيرة، عمّر بها مدرسة فخمة في حلب، لتدريس المذهب الشافعي بالقرب من باب العراق قبالة مدرسة نور الدين محمود زنكي، وبنى إلى جانبها داراً للحديث، وأنشأ بين المدرستين تربة ليدفن فيها بعد وفاته. وقام بهذه الفترة بجهد كبير ورحلات عديدة للتوفيق بين أفراد البيت الأيوبي الذين كثرت خلافاتهم، والدليل أنّه وفد إلى القاهرة أربع مرات (593 ـ 608 ـ 613 ـ 629هـ) من أجل ذلك.

## مؤلفاته
ألّف ابن شدّاد كثيراً من الكتب منها: «ملجأ الحكام عند التباس الأحكام»، «دلائل الأحكام»، «الموجز في الفقه»، «دروس في الحديث»، «العصا» (المقصود موسى وفرعون)، «فضائل الجهاد».
وأهم كتاب له هو «النوادر السلطانية والمحاسن اليوسفية» الذي كتبه عندما رافق صلاح الدين. قسَّمه لقسمين - الأول: عن مولد صلاح الدين ومنشئه وخصائصه وأوصافه وأخلاقه وشمائله. والثاني: عن وقائعه وفتوحه وتقلبات الأحوال به إلى آخر حياته. مع وصف دقيق للأحداث التاريخية وللمعارك ولأدوات القتال المستعملة في الجيشين. ووصف للأوضاع الاجتماعية والإدارية في المجتمعين الإسلامي والصليبي. وعن العلاقات بين صلاح الدين والدول المسيحية المجاورة وعن السفارة التي أرسلها إلى القسطنطينية.
يقول ابن شدّاد: أنه اعتمد على من يثق به عند التأريخ للأحداث السابقة على سنة 584هـ. أمّا اللاحقة فقد وصفها كما شاهدها بعينه أو خبرها بنفسه أو شارك فيها وهي الشروط الأساسية لأن تكون الوثيقة مصدراً أصلياً وأساسياً. وهكذا فالكتاب يمثل أنموذجاً فريداً من كتب التراجم والسير، وأوثق المصادر للتأريخ لحياة صلاح الدين وخاصةً بين عامي 584 و589 هـ.
أكسب الكتاب مؤلفه الشهرة، ووضعه في صفوف المؤرخين الكبار. ومن ينكر عليه ذلك، وهو الذي تتلمذ عليه كبار المؤرخين كابن خلكان صاحب كتاب «وفيات الأعيان» وأبو شامة صاحب كتاب «الروضتين»، وجمال الدين بن واصل صاحب كتاب «مفرج الكروب في أخبار بني أيوب».
عاش ابن شدّاد ما يقرب من تسعين عاماً، ونالت منه السنون وأصابته الأمراض ووهن الشيخوخة، فلزم مكاناً دافئاً يقيم فيه متدثراً لا يقوم إلاّ لأداء فريضة الصلاة، ويلقي فيه بعض الدروس.
توفي في حلب، وقبل وفاته أوصى أن تجعل داره تكيّة للصوفية.